# 爱德华·西格勒
爱德华·西格勒（英語：Edward Siegler，1881年8月14日—1942年1月28日），美国男子竞技体操运动员。他曾获得1904年夏季奥运会体操比赛男子团体全能铜牌。他在该届奥运会也参加了田径比赛。